# Gres (Villa de Cruces)
Gres (oficialmente Santiago de Gres) es una parroquia española del municipio de Villa de Cruces, perteneciente a la provincia de Pontevedra, en la comunidad autónoma de Galicia.

## Historia
Hacia mediados del siglo XIX, el lugar, ya por entonces perteneciente a Carbia, tenía contabilizada una población de 165 habitantes. Aparece descrito en el octavo volumen del Diccionario geográfico-estadístico-histórico de España y sus posesiones de Ultramar de Pascual Madoz con las siguientes palabras:

GRES (Santiago de): felig. en la prov. de Pontevedra (9 leg.), part. jud. de Lalin (3), dióc. de Santiago (4), ayunt. de Carbia. sit. en la confluencia de los r. Deza y Ulla, donde la combaten todos los vientos, y goza de clima sano. Tiene 33 casas distribuidas en las ald. de su nombre, y en la de Cirela. La igl. parr. (Santiago), está servida por un cura de provision en concurso. Confina el térm. con las felig. de Cira Dornelas y Camanzo. Cruzan por el lado occidental el mencionado r. Ulla sobre el cual hay un puente de silleria llamado de Ledesma, y por la parte del NE. atraviesa el r. Deza que tiene otro puente denominado de Cira, el cual es de madera. El terreno es llano y fértil. prod.: trigo, maiz, patatas, legumbres, hortaliza, frutas y yerbas de pasto: se cria ganado vacuno, de cerda, lanar y cabrio; y abundante pesca de varias clases. pobl.: 33 vec., 165 alm. contr. con su ayuntamiento. (V.)
(Madoz, 1847, p. 593)

En 2022, tenía empadronados 127 habitantes.